# Mount Sarrail
Mount Sarrail är ett berg i Kanada.   Det ligger i provinsen Alberta, i den södra delen av landet, 3 000 km väster om huvudstaden Ottawa. Toppen på Mount Sarrail är 2 945 meter över havet.
Terrängen runt Mount Sarrail är bergig åt sydväst, men åt nordost är den kuperad.Trakten runt Mount Sarrail är nära nog obefolkad, med mindre än två invånare per kvadratkilometer.. Det finns inga samhällen i närheten. 
Trakten runt Mount Sarrail består i huvudsak av gräsmarker.